# 麻谷寺
麻谷寺（まこくじ、マゴクサ）は、 忠清南道公州市にある寺院。韓国仏教界の最大勢力である曹渓宗（大韓仏教曹渓宗）の第6教区本寺。

## 歴史
640年（新羅善徳女王9年）に戒律宗の開祖である慈蔵律師が創建した。高麗時代の1172年（明宗3年）に曹渓宗の開祖知訥が再建した。
李氏朝鮮の時代、太宗による1407年（太宗7年）の仏教弾圧の際、存続を許された88寺院の中に麻谷寺の名前はなく、廃寺になったようである。 世宗による1424年（世宗6年）の仏教弾圧の際も、存続を許された36寺院の中に麻谷寺の名前はなく、引き続き廃寺のままだったようである（朝鮮の仏教#李氏朝鮮時代の仏教弾圧）。
現在最も古い建物は霊山殿（宝物第800号）と大雄寶殿（宝物第801号）で、1651年に覚淳大師が寺を再興した際、建立された。大光寶殿（宝物第802号）は毘盧遮那仏を祀る建物で、1813年（純祖13年）に建立された。
1896年、金九が、乙未事変(閔妃暗殺事件)に加担したと勘違いをして日本人商人の土田譲亮を殺害した鴟河浦事件後に身を潜めていた時期に、圓宗という法名で一時修行をしながら逗留していた場所が、麻谷寺の白蓮庵である。
麻谷寺の大光寶殿と應眞殿の間には、金九が日本統治からの解放後の1946年に麻谷寺に寄って植樹したとされる、イブキの木が残っている。
日本統治時代の1911年、寺刹令施行規則（7月8日付）によって、朝鮮三十本山に指定された（1924年以降は朝鮮三十一本山）。